# 경인방송 저녁종합뉴스
《경인방송 저녁종합뉴스》는 경인방송에서 평일 저녁 6시에 방송하는 라디오 뉴스 프로그램이다.

## 역대 방송시간
| 방송 채널 | 방송 기간                         | 방송 시간                         |
| --------- | --------------------------------- | --------------------------------- |
| 경인방송  | 2008년 10월 6일 ~ 2024년 5월 24일 | 평일 저녁 7:00 ~ 저녁 7:10 (10분) |
| 경인방송  | 2024년 5월 27일 ~ 현재            | 평일 저녁 6:00 ~ 저녁 6:10 (10분) |

## 앵커
- 경인방송 아나운서

## 동시 시간대 뉴스 프로그램
- KBS 제1라디오 저녁종합뉴스 (KBS 제1라디오)
- MBC 저녁앤뉴스 (MBC 표준FM)